# Jodis rhabdota
Jodis rhabdota là một loài bướm đêm trong họ Geometridae.